# Howard Orsmond Anderton
Howard Orsmond Anderton (Clapton (Londres), 20 d'abril, 1861 - Leicester, Leicestershire, 1 de febrer, 1934) fou un compositor, poeta i assagista anglès.
Estudià en la Royal Academy of Music, de Londres, sota la direcció de Macfarren i Prout. Gaudí de gran reputació com a professor i director de masses corals i compositor.
Les seves obres principals són:
- música d'escena pel seu drama líric Baldur, i per diverses tragèdies gregues;
- tres Quintets, per a piano;
- la fantasia orquestral Virgil;
- una English Sinfonietta;
- un Spring Idyll, per a orquestra;
- A Song of Life, per a cor mixt i orquestra;
- The Song of the Morning Star, per a veus d'home i orquestra;
- diverses col·leccions de cançons i obres corals.